# Hochschule für Bildende Künste Bratislava
Die Hochschule für Bildende Künste Bratislava (slowakisch Vysoká škola výtvarných umení v Bratislave, Abk. VŠVU) ist eine öffentliche Hochschule in der slowakischen Hauptstadt Bratislava.

## Geschichte
Die Akademie wurde im Jahr 1949, zur ähnlichen Zeit wie z. B. die Hochschule für Musische Künste, durch ein Gesetz des damaligen Slowakischen Nationalrats gegründet. Der erste Rektor war Ján Mudroch. 1952 wurde die Hochschulbibliothek gegründet. Bis 1989 war die Schule unter dem Druck, den damaligen politischen Verhältnissen entsprechend, die Doktrine des Sozialistischen Realismus umzusetzen, sowie politischen Säuberungen ausgesetzt. Trotzdem konnte die Professorenschaft Widerstand gegen die diktierte Stilrichtung ausüben. Nach 1989 kam es zu radikalen Änderungen innerhalb der Hochschule, mit neuen Professoren, Lehrstühlen und Studienkonzepten.
1991 gründete die Akademie eine eigene Galerie, die Galéria MEDIUM.
Die aktuelle Rektorin ist seit 2019 Bohunka Koklesová.

## Gliederung

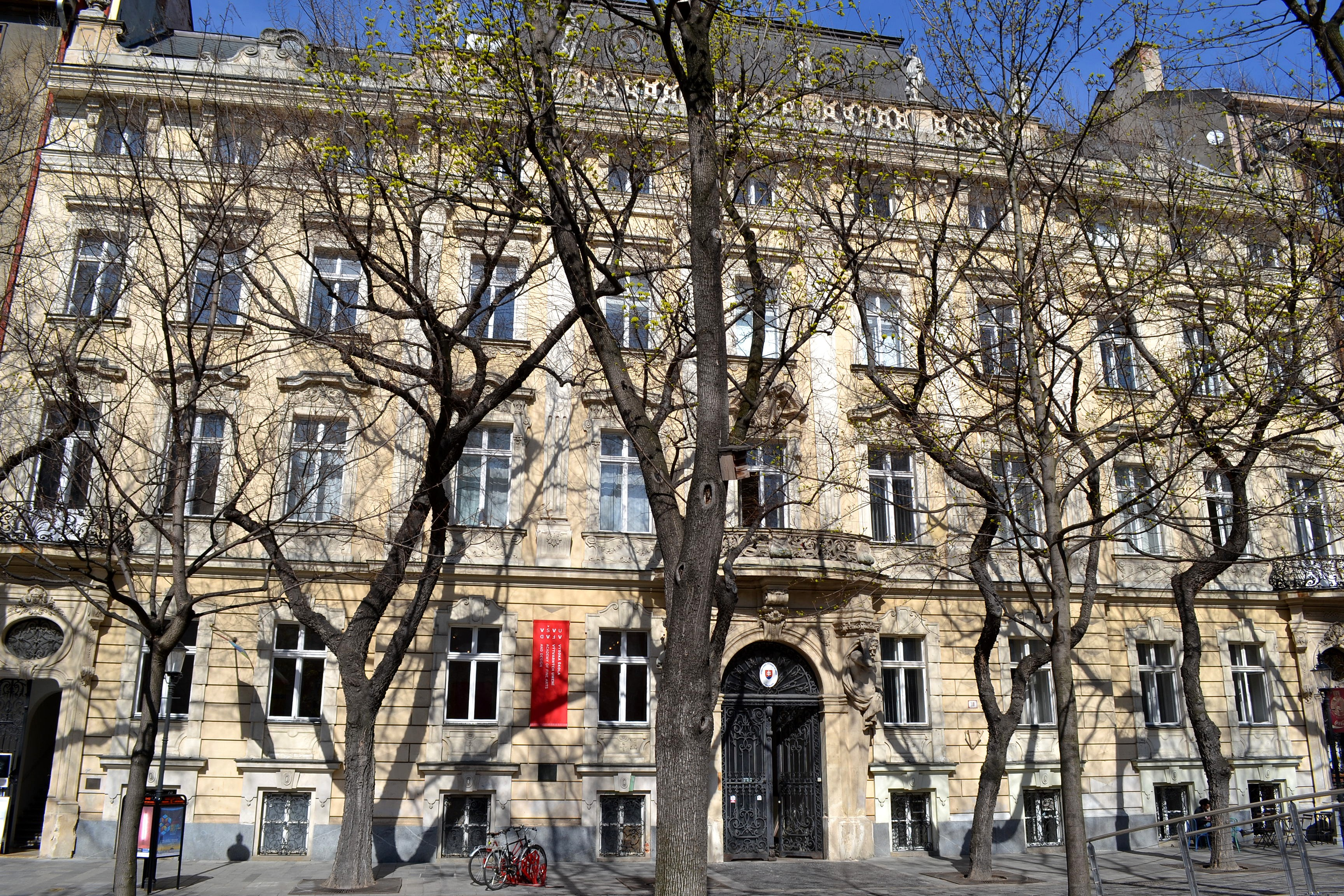
Sitz des Rektorats am Hviezdoslavovo námestie

Die Hochschule ist nicht in Fakultäten gegliedert und hat stattdessen 14 Lehrstühle, wie folgend:
- Angewandte Kunst
- Architektur
- Design
- Digitale Kunst
- Fotografie und neue Medien
- Grafik und sonstige Medien
- Intermedien
- Konservierung und Restaurierung
- Malerei
- Skulptur, Objekt und Installation
- Textilkunst
- Theorie und Geschichte der Kunst
- Visuelle Kommunikation
- Zeichnung

## Kooperationen
Durch die European League of Institutes of the Arts (ELIA), einen Zusammenschluss der europäischen Kunst-, Gestaltungs- und Musikhochschulen, sowie im Rahmen des Erasmus-Programms unterhält die Hochschule Beziehungen mit ausländischen Institutionen.